# العبودية في الخلافة الأموية

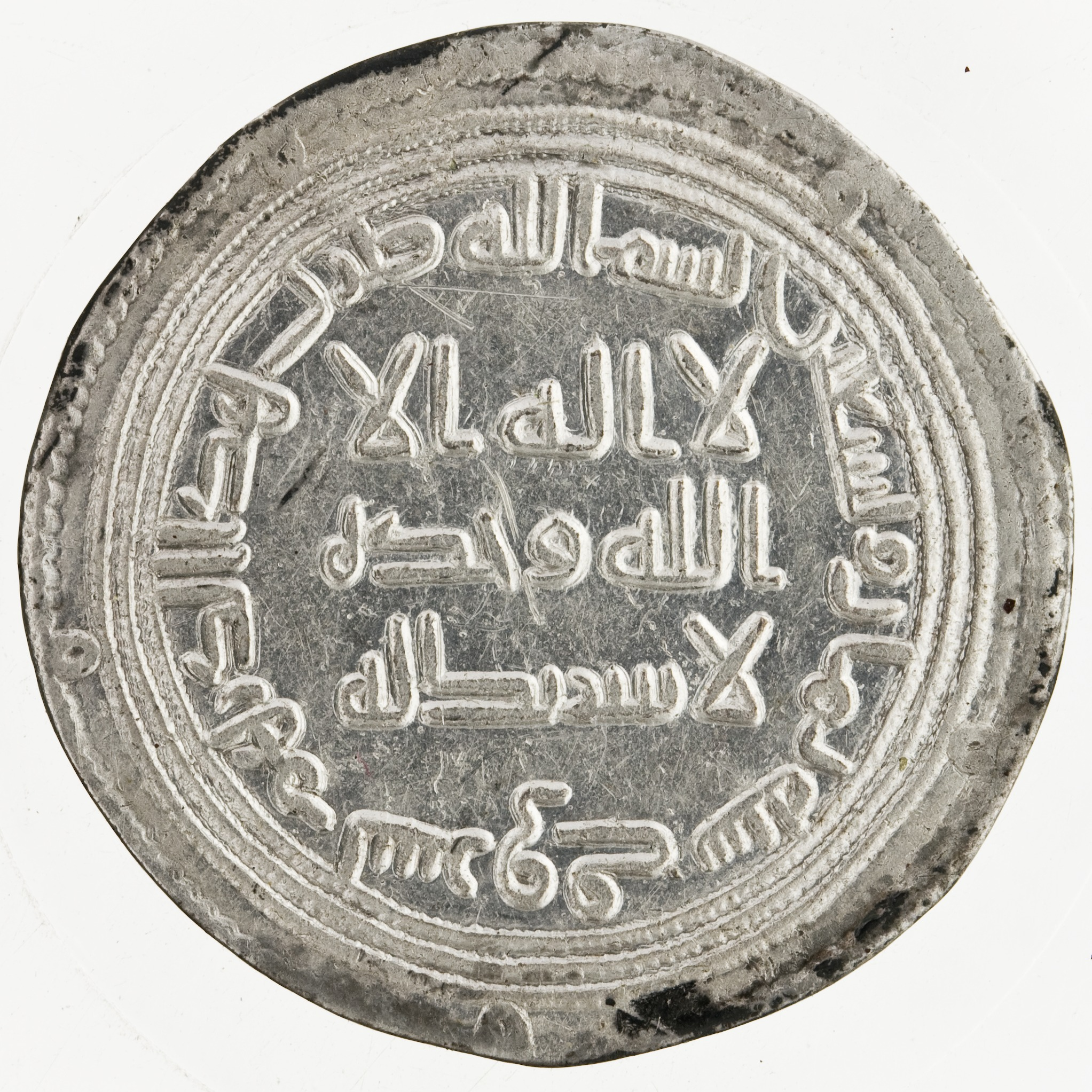
وجه درهم فضي سُك باسم سليمان بن عبد الملك في سراق (الأهواز حاليًا) 716/717

تشير العبودية في ظل الخلافة الأموية إلى عبودية الأفراد بصفتهم ممتلكات شخصية. سادت في عهد الخلافة الأموية (661-750)، فشملت غالبية الشرق الأوسط بمركزٍ في العاصمة دمشق في سوريا.
كانت تجارة الرقيق في ظل الخلافة الأموية ضخمة وتوسعت بالتوازي مع الفتوحات الإمبراطورية الأموية، عندما استُعبد أسرى الحرب غير المسلمين وكذلك المدنيين، وطولب بالجزية والضرائب من الشعوب المستعبدة. كانت تجارة الرقيق استمرارًا لتجارة الرقيق والعبودية السابقة في ظل الخلافة الراشدة باستثناء الحجم، الذي كان موازيًا للفتوحات الإمبراطورية الضخمة.
وعندما أسست النخبة الحاكمة في الخلافة مقر إقامة حضري دائم، توسعت مؤسسة العبودية استجابة لوفرة العبيد والاحتياجات المتنامية لنظام دولة أكثر تحضرًا وتشعبًا. وتوسع نظام العبودية الجنسية للنساء، فضلًا عن العبودية العسكرية للعبيد الذكور، خلال هذه الفترة، على الرغم من أنها لم تتبلور بشكل كامل حتى ظهور ممارسات العبودية في ظل الخلافة العباسية.

## تجارة الرقيق
تأسست تجارة الرقيق في ظل الخلافة الأموية على إرث تجارة الرقيق خلال الخلافة الراشدة التي سبقتها. وقد بُنيت هذه التجارة على مزيج من استعباد أسرى الحرب خلال الغزوات الإسلامية الأولى للخلافة؛ والعبيد الذين كانوا يدفعون الجزية والضرائب، فضلًا عن تجارة الرقيق المنظمة التي كان يمارسها تجار الرقيق.

### أسرى الحرب
خلال فترة الخلافة الأموية استمرت الغزوات الإسلامية الإمبراطورية التي بدأتها دولة الخلفاء الراشدين السابقة. وتوسعت إمبراطورية الخلافة إلى شمال إفريقيا وإسبانيا وجنوب فرنسا في الغرب وآسيا الوسطى والهند في الشرق. كان التوسع العسكري للإمبراطورية مترافقًا بتجارة رقيق متنامية اعتمدت على أسرى الحرب في المقام الأول. إذ تطورت تجارة الرقيق هذه بالتزامن مع غزوات الإمبراطورية، حين أُسر واستُعبد السكان غير المسلمين للدول الخاضعة.
خلال الغزو الإسلامي لما وراء النهر ضد ملكة بخارى في آسيا الوسطى في سبعينيات القرن السابع، أسر الجيش الأموي 80 أسير حرب تركي، لكنهم حنثوا بوعدهم بإعادتهم، ورحلوهم بدلًا من ذلك إلى منظومة العبودية في شبه الجزيرة العربية، حيث تمردوا وقتلوا آسريهم، ثم انتحروا بعد ذلك.
يروي ابن عبد الحكم أن القائد العربي حسن بن النعمان كان يخطف في كثير من الأحيان «إماء بربر صغيرات لا مثيل لهن في الجمال، وكان ثمن بعضهن ألف دينار». ويؤكد الحكم أن موسى وابنه وابن أخيه أسروا ما يصل إلى مئة ألف عبد أثناء غزو شمال إفريقيا. وفي طنجة، استعبد موسى جميع السكان البربر. ونهب موسى حصنًا بالقرب من القيروان وأخذ معه جميع الأطفال عبيدًا. بلغ عدد البربر المستعبدين «رقمًا لم يسمع به من قبل في أي من البلدان الخاضعة لحكم الإسلام» حتى ذلك الوقت. ونتيجة لذلك، «أُخليت معظم المدن الأفريقية من السكان، [و] ظلت الحقول بلا زراعة». ومع ذلك فإن موسى «لم يكف عن غزواته حتى وصل إلى طنجة حصن بلادهم [للبربر] وأصل مدنهم، فحاصرها واستولى عليها وأرغم أهلها على اعتناق الإسلام».
لاحظ المؤرخ باسكوال دي غايانغوس: «نظرًا لنظام الحرب الذي تبناه العرب، فإنه من المعقول أن يقع عدد الأسرى المذكور هنا في أيدي موسى. وتُظهر السجلات المسيحية والعربية أن المدن المأهولة بالسكان كانت تُدمر على نحو متكرر، وأن سكانها الذين يبلغ عددهم عدة آلاف كانوا يُقتادون إلى الأسر».
استمر الحكام المسلمون المتعاقبون في شمال إفريقيا في استعباد البربر بشكل جماعي. لاحظ المؤرخ هيو كينيدي أن «يبدو الجهاد الإسلامي مقلقًا وكأنه تجارة رقيق ضخمة». تذكر السجلات العربية أعدادًا هائلة من العبيد البربر الذين أُخذوا، وخاصة في روايات موسى بن نصير، الذي أصبح حاكمًا لأفريقيا في 698، والذي «كان قاسيًا وعديم الرحمة ضد أي قبيلة عارضت مبادئ الإيمان الإسلامي، لكنه كان كريمًا ومتسامحًا مع أولئك الذين اعتنقوا الإسلام». يروي المؤرخ المسلم ابن قتيبة كيف خاض موسى بن نصير «معارك إبادة» ضد البربر وكيف «قتل أعدادًا لا حصر لها منهم، وأسر عددًا مدهشًا من السجناء».

وبحسب المؤرخ الصدفي فإن عدد العبيد الذين أخذهم موسى بن نصير كان أكبر من أي من الغزوات الإسلامية السابقة.
خرج موسى لمحاربة البربر، وطاردهم في صحاريهم، تاركًا آثارًا لرحلته أينما حل، فقتل أعدادًا كبيرة منهم، وأسر الآلاف، وواصل أعمال الخراب والدمار. وعندما رأت الأمم التي تسكن السهول القاحلة في إفريقيا ما حل بالبربر على الساحل وفي الداخل، سارعت إلى طلب السلام ووضعت نفسها تحت طاعة موسى، طالبة منه تجنيدها في صفوف جيشه.
كانت سياسات الحرب وإيرادات الضرائب سببًا لاستعباد الهنود من أجل سوق العبيد في آسيا الوسطى، سوقٌ استُحدث أثناء الغزو الأموي للسند في القرن الثامن، عندما استعبدت جيوش القائد الأموي محمد بن القاسم عشرات الآلاف من المدنيين الهنود وكذلك الجنود. بدأت تجارة الرقيق للهنود غير المسلمين الذين هُربوا إلى العالم الإسلامي عبر هندو كوش وأسواق العبيد في آسيا الوسطى، مثل تجارة الرقيق في بخارى، خلال الفترة الأموية واستمرت لمدة ألف عام. أثناء الغزو الأموي للسند في سبعينيات القرن الثامن، أُخذت أرملة الملك الهندوسي المهزوم، وفقًا للسرد التقليدي، أمة من قبل القائد الأموي، وأُخذت ابنتها سوريا ديفي غنيمة حرب وأعطيت محظية للخليفة في دمشق.
بعد تمرد الحاكم منوسة من سيردانيا في ثلاثينيات القرن الثامن، أرسل القائد الأموي المنتصر أرملته المسيحية لامبيغيا هدية إلى الخليفة في دمشق.

### عبيد الجزية

#### معاهدة البقط
جرى أيضًا توفير العبيد من خلال الجزية البشرية والضرائب. وتوفر مصدر إمداد دائم من العبيد الأفارقة لدولة الخلافة من خلال معاهدة البقط، المبرمة بين دولة الخلافة الراشدة ومملكة دنقلا المسيحية السودانية في 650، والتي بموجبها كانت المملكة المسيحية ملزمة بتوفير ما يصل إلى 400 عبد سنويًا لدولة الخلافة عن طريق مصر.

### تجارة الرقيق المنظمة

#### تجارة الرقيق في البحر الأحمر
كانت تجارة الرقيق من أفريقيا إلى شبه الجزيرة العربية عبر البحر الأحمر ذات جذور قديمة تعود إلى ما قبل الإسلام، ولم تنقطع تجارة الرقيق المنظمة بسبب الإسلام. وفي حين كان أسرى الحرب العرب في شبه الجزيرة العربية قبل الإسلام أهدافًا شائعة للعبودية، فقد كان استيراد العبيد من إثيوبيا عبر البحر الأحمر يحدث أيضًا.
اتضح أن تجارة الرقيق في البحر الأحمر قد تأسست منذ القرن الأول على الأقل، عندما هُرب الأفارقة المستعبدين عبر البحر الأحمر إلى شبه الجزيرة العربية واليمن. استمرت تجارة الرقيق في البحر الأحمر بين أفريقيا وشبه الجزيرة العربية لعدة قرون حتى إلغائها النهائي في ستينيات القرن العشرين، عندما أُبطلت العبودية في المملكة العربية السعودية في 1962.